# Балка Просяний Яр
Балка Просяний Яр (рос. Яр Просяный; б. Просяный Яр) — балка (річка) в Україні у Марківському районі Луганської області. Ліва притока річки Деркулу (басейн Азовського моря).

## Опис
Довжина балки приблизно 10,39 км, найкоротша відстань між витоком і гирлом — 9,09  км, коефіцієнт звивистості річки — 1,14 . Формується декількома балками та загатами. Частково балка пересихає.

## Розташування
Бере початок на північно-східній околиці села Просяне. Тече переважно на південний захід через село і на південно-східній стороні від села Гераськівка впадає у річку Деркул, ліву притоку Сіверського Дінця.

## Цікаві факти
- Біля витоку балки на південно-східній стороні на відстані приблизно 1,76 км пролягає автошлях Т 1314[3] (автомобільний шлях територіального значення в Луганській області. Проходить територією Марківського, Біловодського та Станично-Луганського районів через Просяне (пункт контролю) — Марківку — Біловодськ — Широкий. Загальна довжина — 93,8 км.).
- У минулому столітті на балці у селі Просяне ісували 1 газгольдер та 1 газова свердловина[2].